# Brihuega
Brihuega é um município da Espanha na província de Guadalajara, comunidade autónoma de Castilla-La Mancha, de área 296 km² com população de 2835 habitantes (2007) e densidade populacional de 9,58 hab./km².

## Demografia
| Variação demográfica do município entre 1991 e 2004 | Variação demográfica do município entre 1991 e 2004 | Variação demográfica do município entre 1991 e 2004 | Variação demográfica do município entre 1991 e 2004 |
| --------------------------------------------------- | --------------------------------------------------- | --------------------------------------------------- | --------------------------------------------------- |
| 1991                                                | 1996                                                | 2001                                                | 2004                                                |
| 3035                                                | 3101                                                | 2794                                                | 2788                                                |